# Hubert
Hubert de Carvalho Aranha (Rio de Janeiro, 8 de novembro de 1959) é um humorista e cartunista brasileiro, membro do grupo Casseta & Planeta. Criador do jornal de humor O Planeta Diário, ao lado de seus ex-companheiros d'O Pasquim Reinaldo e Cláudio Paiva, em 1984; como parte da equipe do Planeta, foi co-autor da coluna de Perry White na Folha de S. Paulo (as melhores colunas foram reunidas em 1986 no livro Apelo à razão). Participou da banda Casseta & Planeta. Escreve junto com Marcelo Madureira a Coluna de Agamenon Mendes Pedreira no jornal O Globo, e encarnou o personagem na adaptação cinematográfica As Aventuras de Agamenon, o Repórter.
É casado com Regina, e tem dois filhos: Isabel e João.

## Personagens

### Reais
- Fernando Henrique Cardoso[7]
- Paulo Maluf
- William Bonde[8]
- Marcelo Depende
- Roberto Jefferson
- Gavião Bueno[9]
- Ivan Lins no tema de abertura da sátira da telenovela Renascer
- Lula e Ronaldo, depois da morte de Bussunda
- Gayribaldi
- Cristiano Depilaldo
- Hugo Chávez
- Fernanda Montenegro (nas paródias de novelas)
- Ciro Gomes
- Roberto Carlos
- José Mayer (nas paródias de novelas)

### Fictícios
- Vanderney da Sauna Gay
- Wandergleyson Jr., do Sambabaca
- Fucker (Johnny de Bruce)
- Jurema, esposa de Osama bin Laden
- MC Ferrou
- Tony Balada
- Jesus Hernandez, em Geração Brasil[10][11]
- O Ultracorno, da Legião dos Super-Heróis Brasileiros

## Filmografia
Televisão
| Ano                | Título                      | Papel                     | Notas                 |
| ------------------ | --------------------------- | ------------------------- | --------------------- |
| 1987               | Vandergleyson Show          | —                         | Redator               |
| 1988 - 1990 e 1992 | TV Pirata                   | —                         | Redator               |
| 1991               | Doris para Maiores          | Ele Mesmo                 | Redator e Repórter    |
| 1992 - 2010        | Casseta & Planeta, Urgente! | Vários Personagens        | Redator e Ator        |
| 2012               | Casseta & Planeta Vai Fundo | Vários Personagens        | Redator e Ator        |
| 2014               | Geração Brasil              | Jesus Hernandez           | Participação Especial |
| 2018               | Tá no Ar: a TV na TV        | Viajando Henrique Cardoso | Participação Especial |
| 2021               | Meu amigo Bussunda          | Ele mesmo                 | Minissérie            |
| 2023               | Galvão: Olha o Que Ele Fez  | Ele mesmo                 | Minissérie            |

Cinema
| Ano  | Título                                      | Papel                           |
| ---- | ------------------------------------------- | ------------------------------- |
| 2003 | Casseta & Planeta: A Taça do Mundo é Nossa  | Peixoto Carlos / Roberto Carlos |
| 2006 | Casseta & Planeta: Seus Problemas Acabaram! | Varios Personagens              |
| 2012 | As Aventuras de Agamenon, o Repórter        | Agamenon (velho)                |